# Müjde Yüksel
Müjde Yüksel (Kadıköy, Istanbul, 9 de març de 1981) és una exjugadora de bàsquet turca. Va acabar la seva carrera com a jugadora l'any 2009.